# پلکان سفلی
پلکان سُفلی (پلکان پائین) شامل روستاهای زیر مجموعه (برز، چهارقلا، گلبی، ده هویله) می‌باشد
یکی از روستاهای شهرستان بروجرد در استان لرستان است. این روستا در دهستان همت‌آباد در بخش مرکزی این شهرستان قرار دارد و آب و هوای آن سرد و کوهستانی است. این روستا در منطقه آبسرده در غرب شهر بروجرد قرار گرفته‌است.

## مردمشناسی
ساکنان پلکان سفلی از طوایف لک بیرانوند هستند و دامپروری و کشاورزی و مغازه داری شغل اصلی آنان است.

## جمعیت
بنابر سرشماری مرکز آمار ایران، جمعیت پلکان سفلی در سال ۱۳۹۵، برابر با ۱۰۰۰ نفر بوده‌است که از این میان ۶۰۰ نفر مرد و بقیه زن بوده‌اند. ۸۲٪ ساکنان پلکان سفلی باسوادند. این روستا ۳۰۳خانوار جمعیت دارد.